# Maudgalyāyana
Maudgalyāyana (in pali Mogallāna) noto anche come Mahāmaudgalyāyana (fl. VI secolo a.C.) era uno dei discepoli più vicini al Buddha.
Descritto come un contemporaneo di discepoli come Subhuti, Śāriputra e Mahākasyapa, è considerato il secondo dei due principali discepoli del Buddha, insieme a Sāriputra. I resoconti tradizionali riportano che Maudgalyāyana e Sariputra diventano vagabondi spirituali nella loro giovinezza. Dopo aver cercato la verità spirituale per un po', entrano in contatto con l'insegnamento buddista attraverso versi che sono diventati ampiamente noti nel mondo buddista. Alla fine incontrano il Buddha stesso e si fanno ordinare come monaci da lui. Maudgalyāyana raggiunge l'illuminazione poco dopo.
Maudgalyayana e Sāriputra hanno una profonda amicizia spirituale. Sono raffigurati nell'arte buddista come i due discepoli che accompagnano il Buddha e hanno ruoli complementari come insegnanti. Come insegnante, Maudgalyayana è noto per i suoi poteri psichici, ed è spesso raffigurato mentre li usa tra le sue modalità di insegnamento. In molti primi canoni buddisti, Maudgalyāyana è fondamentale per riunire la comunità monastica dopo che Devadatta ha causato uno scisma. Inoltre, Maudgalyāyana è collegato a racconti sulla realizzazione della prima immagine di Buddha. Maudgalyāyana muore all'età di ottantaquattro anni, ucciso ad opera di una setta rivale. Questa morte violenta è descritta nelle scritture buddiste come il risultato del karma di Maudgalyāyana di aver ucciso i suoi stessi genitori in una vita precedente.
Attraverso testi post-canonici, Maudgalyāyana divenne noto per la sua pietà filiale attraverso un racconto popolare su di lui che trasferiva i suoi meriti a sua madre. Ciò ha portato a una tradizione in molti paesi buddisti conosciuta come la festa dei fantasmi, durante la quale le persone dedicano i loro meriti ai loro antenati. Il Maudgalyāyana è stato tradizionalmente associato alla meditazione e talvolta ai testi Abhidharma, così come alla scuola di Dharmaguptaka. Nel diciannovesimo secolo, furono trovate delle reliquie attribuite a lui, che sono state ampiamente venerate.

## Descrizione
Nel Canone Pali, si descrive che Maudgalyāyana aveva un colore della pelle come un loto blu o una nuvola di pioggia. La tradizione orale nello Sri Lanka afferma che ciò avvenne perché nacque all'inferno in molte vite. Lo studioso dello Sri Lanka Karaluvinna crede che in origine fosse intesa una pelle scura, non blu. Nel Canone Mahāsāṃghika, si afferma che era "bello da vedere, piacevole, saggio, intelligente, pieno di meriti...", come tradotto da Migot.
In alcuni resoconti cinesi, il nome del clan Maudgalyāyana è spiegato come riferito a un legume, che sarebbe stato mangiato da un antenato del clan. Tuttavia, l'indologo Ernst Windisch ha collegato la vita di Maudgalyayana alla figura di Maudgalya (Mugdala) che appare nell'epopea sanscrita Mahabharata, che spiegherebbe il nome. Windisch credeva che il racconto del divinatore Maudgalya avesse influenzato quello di Maudgalyayana, dal momento che entrambi si riferiscono a un viaggio in paradiso. L'autore Edward J. Thomas lo ha considerato improbabile. Windisch considerava comunque Maudgalyayana un personaggio storico.

## Biografia

### Incontro con il Buddha
Secondo i testi buddisti, Maudgalyayana nasce in una famiglia di bramini del villaggio Kolita (forse oggi Kul), da cui prende il nome. Sua madre è una bramina di nome Mogallāni, e suo padre è il capo villaggio della casta kshatriya (guerriera). Kolita è nato lo stesso giorno di Upatiṣya (in seguito noto come Sāriputra), e i due sono amici fin dall'infanzia. Kolita e Upatiṣya sviluppano un interesse per la vita spirituale sin da giovani. Un giorno, mentre assistono a una festa, sono sopraffatti da un senso di disincanto e urgenza spirituale: desiderano lasciarsi alle spalle la vita mondana e iniziare la loro vita spirituale sotto la guida del mendicante vagabondo Sañjaya Vairatiputra. Nei canoni Theravāda e Mahāsāṃghika, Sañjaya è descritto come un insegnante della tradizione scettica indiana, poiché non crede nella conoscenza o nella logica, né risponde a domande speculative. Dal momento che non può soddisfare i bisogni spirituali di Kolita e Upatiṣya, essi se ne vanno. Nel Canone Mūlasarvāstivāda, il Canone buddista cinese e nei resoconti tibetani, tuttavia, è raffigurato come un insegnante con qualità ammirevoli come la visione meditativa e lo zelo religioso. Si ammala però e muore, facendo guardare oltre i due discepoli. In alcuni resoconti, si spinge persino così lontano da prevedere la venuta del Buddha attraverso le sue visioni.

A prescindere da ciò, Kolita e Upatiṣya partono e continuano la loro ricerca spirituale, dividendosi in direzioni separate. Fanno un accordo sul fatto che il primo a trovare l'"ambrosia" della vita spirituale lo dirà all'altro. Quello che segue è il racconto che porta a Kolita e Upatiṣya a rifugiarsi sotto il Buddha, che è considerato un antico elemento della tradizione testuale. Upatiṣya incontra un monaco buddista di nome Aśvajit, uno dei primi cinque discepoli del Buddha, che cammina per ricevere l'elemosina dai devoti. Nella versione Mūlasarvāstivāda, il Buddha lo ha mandato lì per insegnare a Upatiṣya. Il portamento sereno di Aśvajit ispira Upatiṣya ad avvicinarsi a lui e imparare di più.  Aśvajit gli dice che è ancora nuovo ordinato e può insegnare solo fino a un certo punto. Quindi esprime l'essenza dell'insegnamento del Buddha con queste parole:  
il Tathāgata la causa ha spiegato, e di questo oggetto ha spiegato anche la fine.
Questa è la dottrina del Grande Asceta ".»
Queste parole aiutano Upatiṣya a raggiungere il primo stadio del sentiero spirituale buddista. Dopo questo, Upatiṣya racconta a Kolita della sua scoperta e Kolita raggiunge anche il primo stadio. I due discepoli, insieme ai cinquecento studenti di Sañjaya, vanno a farsi ordinare come monaci sotto il Buddha a Veṇuvana. Dal momento della loro ordinazione, Upatiṣya e Kolita vengono conosciuti come Sāriputra e Maudgalyāyana, rispettivamente, essendo Maudgalyāyana il nome del clan di Kolita.  Dopo l'ordinazione, tutti tranne Sāriputra e Maudgalyāyana raggiungono lo stadio di arhat (ultima fase dell'illuminazione). Maudgalyāyana e Sāriputra raggiungono l'illuminazione una o due settimane dopo, Maudgalyāyana a Magadha, in un villaggio chiamato Kallavala. A quel tempo, la sonnolenza gli sta impedendo di ottenere ulteriori progressi sul proprio percorso. Dopo che ha una visione del Buddha che gli consiglia come superarlo, ha una svolta e raggiunge l'illuminazione. In alcuni resoconti, si dice che mediti sugli elementi del processo.Nel commento al Pali Dhammapada, viene posta la domanda sul perché i due discepoli ottengano l'illuminazione più lentamente degli altri ex studenti di Sañjaya. La risposta data è che Sāriputra e Maudgalyāyana sono come dei re, che richiedono più tempo per prepararsi per un viaggio rispetto ai cittadini comuni. In altre parole, il loro raggiungimento è più approfondito rispetto agli altri studenti e quindi richiede più tempo.
La breve affermazione di Aśvajit, nota come la strofa Ye Dharma Hetu ("Di tutti i fenomeni ..."), è stata tradizionalmente descritta come l'essenza dell'insegnamento buddista ed è il verso più trascritto in tutto il mondo buddista. Può essere trovato in tutte le scuole buddiste, [7] è inciso in molti materiali, può essere trovato su molte statue di Buddha e stupa (strutture con reliquie), ed è usato nei rituali di consacrazione. Secondo l'indologo Oldenberg e il traduttore Thanissaro Bhikkhu, i versetti furono raccomandati in uno degli editti dell'imperatore Asoka come argomento di studio e riflessione. Il ruolo della strofa non è completamente compreso dagli studiosi. A parte la complessa natura dell'affermazione, è stato anche notato che non è stato in alcun modo attribuito al Buddha in questa forma, il che indica che era il riassunto o la parafrasi di Aśvajit. L'indologa TW Rhys Davids credeva che il breve poema potesse aver fatto un'impressione speciale su Maudgalyāyana e Sariputta, a causa dell'enfasi sulla causalità tipica del buddismo. Il filosofo Paul Carus spiegò che la strofa era una risposta audace e iconoclasta alle tradizioni brahmaniche, in quanto "ripudia i miracoli delle interferenze soprannaturali riconoscendo senza riserve la legge di causa ed effetto come irrefragabile", mentre l'insegnante Zen giapponese Suzuki era ha ricordato l'esperienza che va oltre l'intelletto, "in cui un'idea ne segue un'altra in sequenza per terminare in conclusione o giudizio".
Sebbene nella tradizione Pali, il Maudgalyāyana sia descritto come un arhat che non rinascerà più, nelle tradizioni Mahayāna questo talvolta viene interpretato diversamente. Nel Sutra del Loto, capitolo 6 (Conferimento di profezia), si dice che il Buddha preveda che i discepoli Mahākasyapa, Subhuti, Mahakatyayana e Maudgalyāyana diventeranno Buddha in futuro.

### Sāriputra e Maudgalyāyana

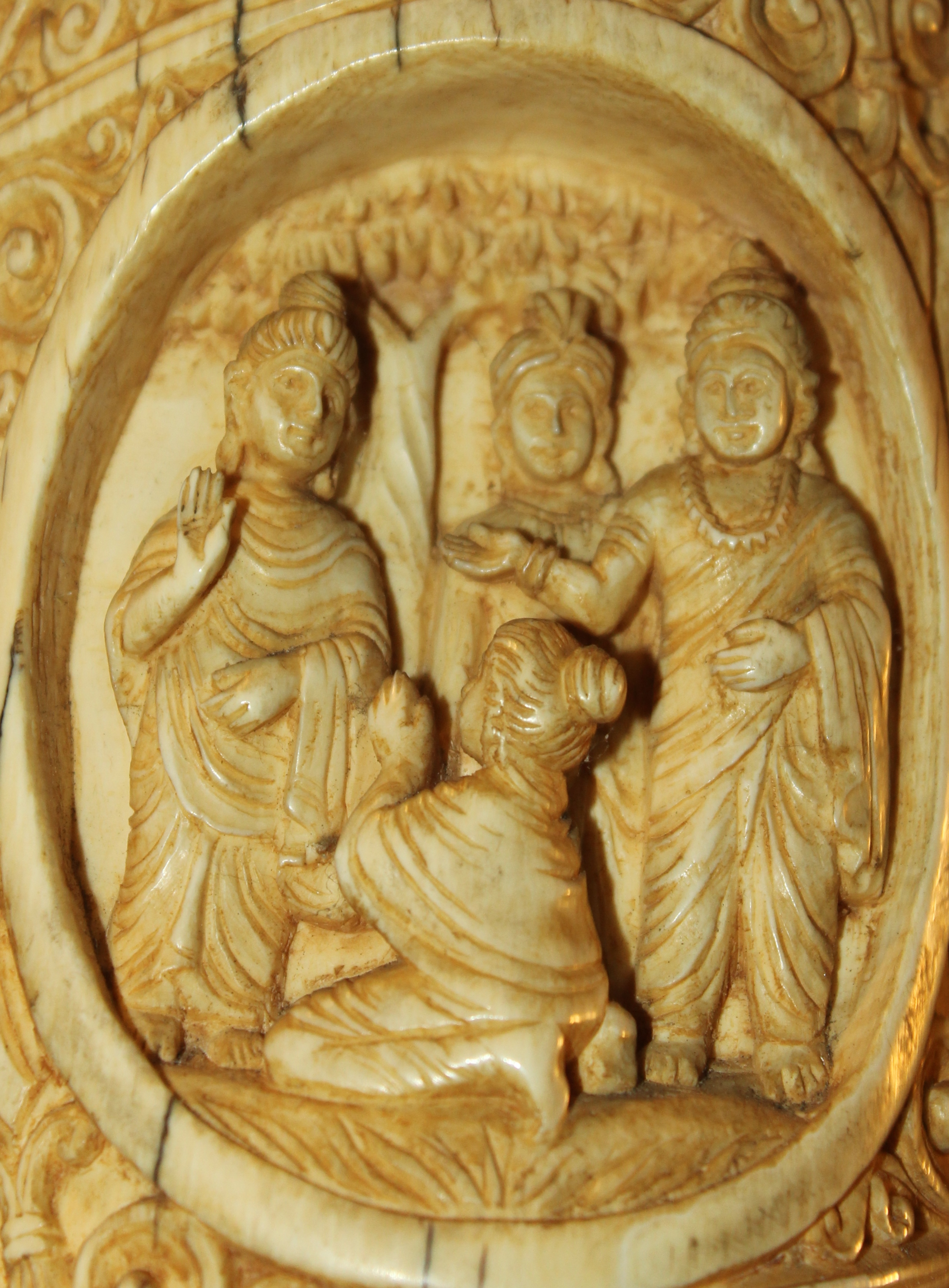
Sāriputra e Maudgalyāyana, insieme ai cinquecento studenti di Sañjaya, andarono a farsi ordinare come monaci dal Buddha a Veṇuvana.

Nel giorno dell'ordinazione di Maudgalyāyana, il Buddha permette a lui e Sāriputra di prendere i posti dei principali discepoli maschi. Secondo il testo pali Buddhavaṃsa, ogni Buddha ha avuto una tale coppia di discepoli principali. Essendo stati appena ordinati, alcuni altri monaci si sentono offesi dal fatto che il Buddha dia loro un tale onore. Il Buddha risponde sottolineando che l'anzianità nel monacato non è l'unico criterio in tale investitura e spiega ulteriormente la sua decisione raccontando una storia del passato. Dice che entrambi i discepoli aspiravano molte vite prima a diventare discepoli principali sotto di lui. Hanno preso una tale risoluzione dall'età del precedente Buddha Aṇomadassī, quando Maudgalyāyana era un laico chiamato Sirivadha. Sirivaddha si sentì ispirato a diventare un discepolo principale sotto un futuro Buddha dopo che il suo amico, Sāriputra in una vita precedente, gli raccomandò di farlo. Invitò quindi Buddha Aṇomadassī e la comunità monastica (Saṃgha) a mangiare a casa sua per sette giorni, durante i quali decise di diventare discepolo capo per la prima volta. Successivamente, lui e Sāriputra continuarono a compiere buone azioni per molte vite, fino ai tempi del Buddha Sakyamuni. Dopo che il Buddha nomina Maudgalyāyana come discepolo principale, diventa noto come "Mahā-Maudgalyāyana", mahā che significa "grande". Questo epiteto gli è stato dato come un onore e per distinguerlo dagli altri con lo stesso nome.
I testi post-canonici descrivono Maudgalyāyana come il secondo discepolo principale maschile, accanto a ripāriputra. I primi canoni concordano sul fatto che Sāriputra è spiritualmente superiore a Maudgalyāyana e le loro specializzazioni sono descritte come poteri psichici per Maudgalyāyana e saggezza per Sāriputra. Nell'arte buddista e nella letteratura, i Buddha sono comunemente raffigurati con due discepoli principali (giapponese: niky ōji, tibetano classico: mchog zung) al loro fianco - nel caso del Buddha Sakyamuni, i due discepoli raffigurati più spesso sono Maudgalyāyana e Sāriputra. Sebbene ci siano diverse prospettive tra i diversi canoni buddisti riguardo ai meriti di ogni discepolo, in tutti i canoni buddisti, Maudgalyāyana e Sāriputra sono riconosciuti come i due principali discepoli del Buddha. Questo fatto è confermato anche dall'iconografia nei reperti archeologici, in cui i due discepoli tendono ad essere raffigurati mentre scortano il loro maestro. Inoltre, Maudgalyāyana è spesso incluso nelle liste tradizionali di "quattro grandi discepoli" e otto arhat. Nonostante questi schemi diffusi nelle scritture e nella ricerca archeologica, è stato osservato che nell'iconografia successiva, Ānanda e Mahakasyapa sono raffigurati maggiormente, e Maudgalyayana e Sàriputra sono raffigurati molto meno.
Le vite di Maudgalyāyana e Sāriputra sono strettamente connesse. Maudgalyāyana e Sāriputra nascono nello stesso giorno e muoiono nello stesso periodo. Le loro famiglie sono amiche da tempo. Durante i loro anni da studenti, Maudgalyāyana e Śāriputra sono co-alunni sotto lo stesso insegnante. Dopo essersi aiutati a vicenda a trovare l'essenza della vita spirituale, la loro amicizia rimane. In molti sutra mostrano grande apprezzamento e gentilezza reciproca. Ad esempio, quando Sāriputra si ammala, viene descritto che Maudgalyāyana usa i suoi poteri psichici per ottenere medicine per Sāriputra. Sāriputra è considerato il discepolo più saggio del Buddha, ma Maudgalyāyana è secondo a lui in saggezza. L'unica cosa che dà loro un forte legame come amici spirituali è l'amore per il Buddha, che entrambi esprimono spesso.

### Ruolo nella comunità
Numerosi insegnamenti nel canone pali sono tradizionalmente attribuiti al Maudgalyāyana, tra cui diversi versetti nel Theragatha e molti sutra nel Samyutta Nikaya. Oltre a questi, ci sono molti passaggi che descrivono eventi nella sua vita. È visto come sapiente e saggio in etica, filosofia e meditazione. Nel confrontare Śāriputra con Maudgalyāyana, il Buddha usa la metafora di una donna che dà alla luce un bambino per Sāriputra, in quanto crea nuovi studenti nel primo conseguimento sul sentiero spirituale. Maudgalyāyana, invece, viene paragonato a un maestro che allena il bambino, nel senso sviluppa ulteriormente i suoi studenti lungo il percorso verso l'illuminazione.
Il Buddha è descritto nei testi riporre grande fiducia nel Maudgalyāyana come insegnante. Loda spesso Maudgalyāyana per i suoi insegnamenti, e talvolta pone Maudgalyāyana a insegnare al suo posto. Maudgalyāyana ha anche la responsabilità di addestrare Rahula, il figlio del Buddha. In un'altra occasione, il Buddha incarica Maudgalyāyana di annunciare la messa al bando il divieto di un gruppo di monaci che vivono a Kitigara, il cui comportamento problematico è diventato ampiamente noto nell'area. Inoltre, Maudgalyāyana svolge un ruolo cruciale durante lo scisma causato dal discepolo Devadatta. Attraverso la sua capacità di comunicare con i deva (esseri divini), apprende che Devadatta si sta comportando in modo inappropriato. Ottiene informazioni sul fatto che Devadatta sta imponendo al principe Ajatasatru di aiutarlo e i due formano un connubio pericoloso. Maudgalyāyana informa quindi il Buddha di questo. Più tardi, quando Devadatta ha creato con successo una divisione nella comunità buddista, il Buddha chiede a Maudgalyāyana e Śāriputra di convincere i seguaci di Devadatta a riunirsi con il Buddha, cosa che nel racconto pali sono in grado di realizzare. Poiché Devadatta crede che vengano per unirsi al suo seguito, abbassa la guardia. Quindi convincono gli altri monaci a tornare mentre Devadatta dorme. Dopo che la fazione scismatica si ricongiunge al Buddha, Maudgalyāyana esprime stupore per le azioni di Devadatta. Il Buddha spiega che Devadatta si era comportato in questo modo abitualmente, per molte vite. Nei testi Vinaya di alcuni canoni, lo sforzo di persuadere i monaci scismatici si scontra con la loro ostinazione e fallisce. Il buddologo francese André Bareau ritiene che quest'ultima versione del racconto sia storicamente autentica, fatto che sostiene ulteriormente con il resoconto del pellegrino cinese Xuan Zang, dodici secoli dopo, secondo cui la setta di Devadatta aveva ancora continuato a sussistere.

### Insegnamento attraverso poteri psichici
Nell'Anguttara Nikaya, il Maudgalyāyana è considerato il più abile nell'uso dei poteri psichici. Nell'insegnamento, Maudgalyāyana fa molto affidamento su tali poteri. I vari resoconti del Canone Pali mostrano che Maudgalyāyana viaggia e parla con i preta (spiriti in destinazioni infelici) per spiegare loro le loro condizioni orribili. Li aiuta a capire la propria sofferenza, così possono essere liberati da essa o venire a patti con essa. Quindi riferisce questo al Buddha, che usa questi esempi nei suoi insegnamenti. Allo stesso modo, Maudgalyāyana è raffigurato mentre conversa con deva e <i id="mwAYs">brahmana</i> (esseri celesti) e chiede ai deva quali azioni hanno fatto per rinascere in cielo. In sintesi, le intuizioni meditative e i poteri psichici di Maudgalyāyana non sono solo a proprio vantaggio, ma a beneficio del pubblico in generale. Nelle parole della storica Julie Gifford, guida gli altri "fornendo una mappa cosmologica e karmica del samsara".
Maudgalyāyana è in grado di usare i suoi poteri di lettura della mente per dare consigli buoni e adeguati ai suoi studenti, in modo che possano ottenere rapidamente frutti spirituali. Viene descritto mentre usa i suoi poteri psichici per disciplinare non solo i monaci, ma anche i deva e altri esseri. Un giorno alcuni monaci stanno facendo rumore mentre sono seduti nello stesso edificio del Buddha. Maudgalyāyana quindi fa tremare l'edificio, per insegnare ai monaci a essere più moderati. Ma l'esempio più citato della dimostrazione dei poteri psichici di Maudgalyāyana è la sua vittoria sul drago (naga) Nandopananda, che richiede la padronanza dei jhana (stati in meditazione). Molte delle sue dimostrazioni di poteri psichici sono un mezzo indiretto per confermare il Buddha come un grande maestro. Le persone si chiedono: se il discepolo ha questi poteri, allora quanto sarà spiritualmente potente il suo insegnante?

### Leggenda del salvataggio della madre
Il racconto di Maudgalyāyana che cerca sua madre dopo la sua morte è molto diffuso. Oltre ad essere usato per illustrare i principi della punizione karmica e della rinascita, in Cina, la storia ha sviluppato una nuova enfasi. Lì Maudgalyāyana era conosciuto come "Mulian", e la sua storia fu insegnata in un misto di istruzione religiosa e intrattenimento, per ricordare alle persone i loro doveri verso i parenti defunti. La sua prima versione è il sanscrito Ullambana Sutra, la storia è stata resa popolare in Cina, Giappone e Corea attraverso racconti popolari edificanti come il cinese bianwen. Nella maggior parte delle versioni della storia, Maudgalyāyana usa i suoi poteri psichici per cercare i suoi genitori deceduti e vedere in quale mondo sono rinati. Sebbene riesca a trovare suo padre in paradiso, non riesce a trovare sua madre e chiede aiuto al Buddha. Il Buddha lo porta da sua madre, che si trova in un regno infernale, ma Maudgalyāyana non può aiutarla. Il Buddha quindi gli consiglia di fare meriti per conto di sua madre, il che la aiuta a rinascere in un posto migliore. Nella versione laotiana della storia, viaggia nel mondo di Yama, il sovrano degli inferi, solo per trovare il mondo abbandonato. Yama quindi dice a Maudgalyāyana che permette agli abitanti dell'inferno di uscire dalle porte dell'inferno per essere liberi per un giorno, cioè nel giorno di luna piena del nono mese lunare. In questo giorno, gli esseri infernali possono ricevere il merito trasferito ed essere liberati dall'inferno, se tale merito viene trasferito a loro. In alcuni altri resoconti cinesi, Maudgalyāyana trova sua madre, rinata come un fantasma affamato. Quando Maudgalyāyana cerca di offrire il suo cibo attraverso un santuario ancestrale, il cibo esplode in fiamme ogni volta. Maudgalyāyana chiede quindi al Buddha un consiglio, che gli raccomanda di creare meriti per il Saṃgha e trasferirlo a sua madre. Il trasferimento non solo aiuta sua madre a rinascere in cielo, ma può anche essere usato per aiutare sette generazioni di genitori e antenati. L'offerta si riteneva più efficace se eseguita collettivamente, il che ha portato alla nascita della festa dei fantasmi.
Diversi studiosi hanno sottolineato le somiglianze tra i racconti di Maudgalyāyana che aiuta sua madre e il racconto di Phra Malai, una leggenda influente in Thailandia e Laos. In effetti, in alcuni resoconti tradizionali Phra Malai è paragonato a Maudgalyāyana. Similmente, si ritiene anche che il racconto di Maudgalyāyana abbia influenzato l epopea centroasiatica del re Gesar, con Maudgalyāyana che ha funto da modello per il re.

### Leggenda dell'icona Udāyana
Un altro racconto riguardante Maudgalyayana, riferito nella traduzione cinese dell'Ekottara Agāma, nel tailandese Jinakālamālī e nel post-canonico Paññāsajātakā, è la realizzazione di quella che fu descritta come la prima immagine del Buddha, il Buddha Udāyana. Il resoconto riferisce che il Buddha fa una visita al cielo di Trāyastriṃśa per insegnare a sua madre. Al re Udāyana manca così tanto il Buddha che chiede a Maudgalyāyana di usare i suoi poteri psichici per trasportare trentadue artigiani in cielo e fare un'immagine del Buddha lì. L'immagine che alla fine viene realizzata è in legno di sandalo e molti resoconti hanno tentato di metterlo in relazione con le immagini successive del Buddha in altre aree e paesi. Sebbene i resoconti tradizionali citati affermino che il Buddha Udāyana fu la prima immagine, probabilmente c'erano diverse immagini di Buddha che precedevano il Buddha Udāyana, fatte da re e gente comune. Potrebbe anche essere che questi resoconti provengano dalla stessa narrativa comune su una prima immagine di Buddha.

### Morte

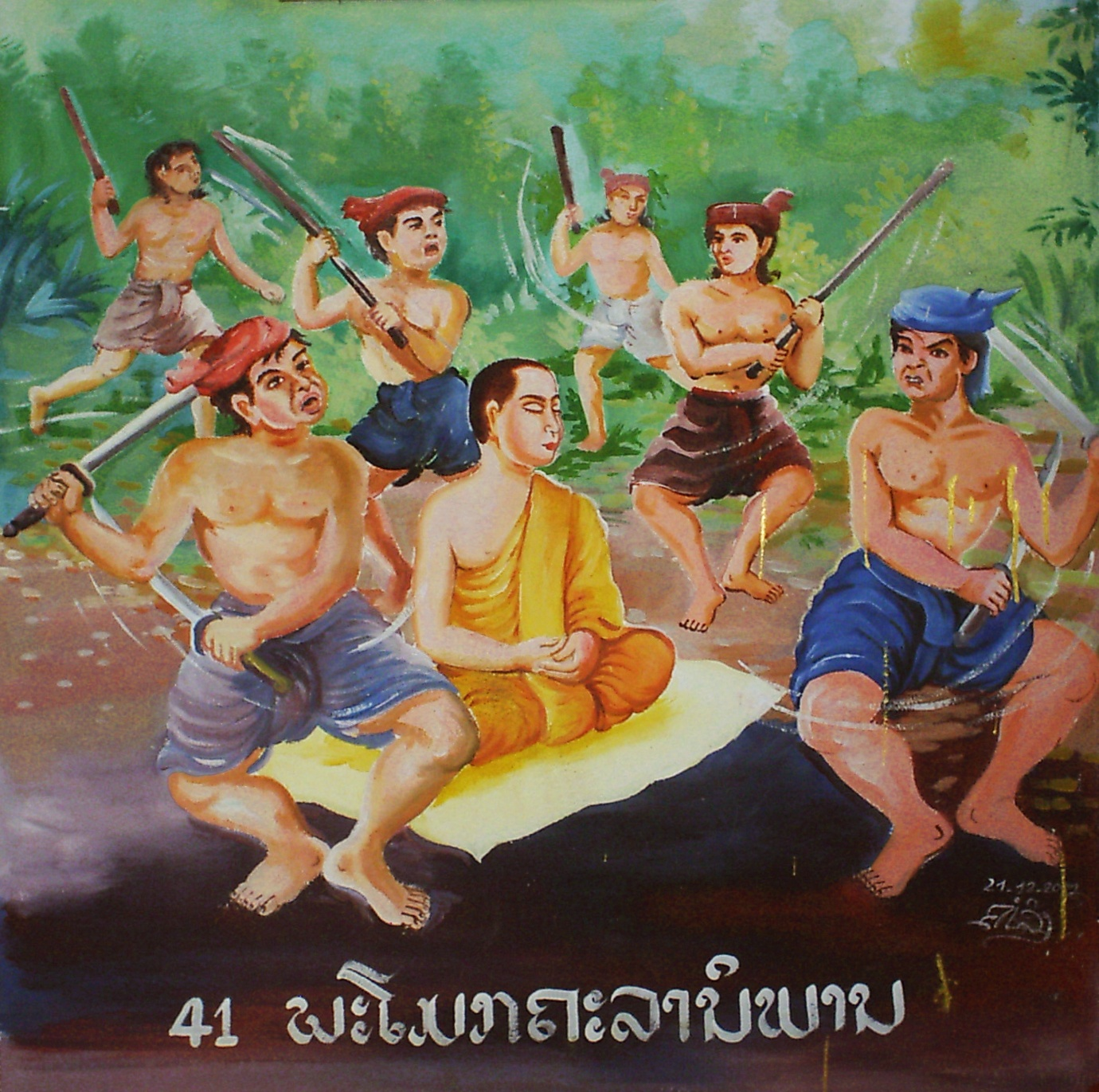

Secondo la tradizione Pali, la morte di Maudgalyāyana arriva nel novembre dello stesso anno della morte del Buddha, quando Maudgalyāyana viaggia a Magadha. Muore all'età di ottantaquattro anni. Alcuni resoconti affermano che tradizioni rivali lo lapidano a morte, altri affermano che quelle persone ingaggiano sicari. La tradizione pali afferma che i monaci giainisti persuadono un gruppo di ladri guidati da un samaṇa-guttaka ad uccidere Maudgalyāyana, per gelosia per il suo successo. Maudgalyāyana predica spesso riguardo alle visite che ha fatto in paradiso e all'inferno, i frutti di condurre una vita morale e i pericoli di condurre una vita immorale. Questi insegnamenti fanno diminuire il numero di seguaci delle tradizioni rivali. Chiunque uccida Maudgalyāyana, l'accordo generale tra diversi resoconti è che viene ucciso in modo violento nella grotta di Kālasilā, sulla collina di Isigili vicino a Rājagaha, che potrebbe essere identificato con la moderna collina Udaya.
A quel tempo, Maudgalyāyana abita da solo in una capanna nella foresta. Quando vede avvicinarsi i banditi, scompare grazie ai suoi poteri psichici. I banditi trovano una capanna vuota e, sebbene cerchino dappertutto, non trovano nessuno. Partono e ritornano il giorno seguente, per sei giorni consecutivi, con Maudgalyāyana che fugge da loro allo stesso modo. Il settimo giorno, Maudgalyāyana perde improvvisamente i poteri psichici che ha esercitato a lungo. Maudgalyāyana si rende conto che ora non è in grado di scappare. I banditi entrano, lo picchiano ripetutamente e lo lasciano giacere nel proprio sangue. Essendo desiderosi di ottenere rapidamente il loro pagamento, partono immediatamente. La grande forza fisica e mentale di Maudgalyāyana è tale che è in grado di riacquistare coscienza ed è in grado di viaggiare verso il Buddha. In alcuni resoconti, poi ritorna a Kalasila e muore lì, insegnando alla sua famiglia prima di morire. In altri racconti, muore in presenza del Buddha.
È stato descritto che in una vita precedente, Maudgalyāyana è l'unico figlio nato dalla sua famiglia. È rispettoso e si occupa di tutti i doveri domestici. Con l'età dei suoi genitori, questo aumenta il suo carico di lavoro. I suoi genitori lo sollecitano a trovare una moglie che lo aiuti, ma lui rifiuta costantemente, insistendo nel fare il lavoro da solo. Dopo continue sollecitazioni da parte di sua madre, alla fine si sposa. Sua moglie si prende cura dei suoi genitori anziani, ma dopo un breve periodo diventa ostile nei loro confronti. Si lamenta con suo marito, ma lui non presta attenzione a questo. Un giorno, quando è fuori casa, sparge la spazzatura in giro e quando ritorna, dà la colpa ai suoi genitori ciechi. Dopo continue lamentele, capitola e accetta di avere a che fare con i suoi genitori. Dicendo ai suoi genitori che i loro parenti in un'altra regione desiderano vederli, conduce i suoi genitori su una carrozza e inizia a guidare il carro trainato da buoi attraverso la foresta. Mentre si trova nelle profondità della foresta, smonta e cammina insieme alla carrozza, dicendo ai suoi genitori che deve stare attento ai ladri, che sono comuni nella zona. Quindi imita i suoni e le grida dei ladri, fingendo di attaccare la carrozza. I suoi genitori gli dicono di badare a se stesso (poiché sono vecchi e ciechi) e implorano i ladri immaginari di lasciare il loro figlio. Mentre gridano, l'uomo picchia e uccide i suoi genitori, e lancia i loro corpi nella foresta prima di tornare a casa. In un'altra versione registrata nel commento al Pali Jātaka, Maudgalyāyana non porta avanti l'omicidio, toccato dalle parole dei suoi genitori.
Dopo la morte di Maudgalyāyana, la gente si chiede perché Maudgalyāyana non si sia protetto e perché un grande monaco illuminato subirebbe una morte simile. Il Buddha afferma quindi che, poiché Maudgalyāyana ha contratto tale karma in una vita precedente (l'assassinio dei propri genitori è uno dei cinque atti atroci che raccolgono il peggior karma), quindi non ha potuto evitare di raccoglierne le conseguenze. Ha quindi accettato i risultati. Inoltre, il Buddha afferma che anche i poteri psichici non serviranno a evitare il karma, specialmente quando si tratta di karma grave. Poco dopo aver lasciato Maudgalyāyana per morto, i banditi vengono tutti giustiziati. Lo studioso di studi religiosi James McDermott conclude quindi che ci deve essere stata "una confluenza" di karma tra Maudgalyāyana e i banditi, e cita l'uccisione come prova che nella dottrina buddista il karma di diversi individui può interagire. L'indologo Richard Gombrich porta l'esempio dell'omicidio per dimostrare un altro punto: sottolinea che Maudgalyāyana è in grado di raggiungere l'illuminazione, nonostante il suo pesante karma proveniente da una vita passata. Questo, dice, mostra che il Buddha insegna a tutti che è possibile ottenere l'illuminazione nel qui e ora, piuttosto che l'illuminazione è necessariamente un processo graduale costruito attraverso molte vite.
Gifford ipotizza che Maudgalyāyana crede di sperimentare un pesante karma da una vita passata. Questa consapevolezza lo porta a voler impedire ad altri di fare gli stessi errori e condurre una vita non etica. Questo potrebbe essere il motivo per cui è così intenzionato a insegnare la legge della punizione karmica.
Dopo la morte di Maudgalyāyana e Sāriputra, il Buddha afferma che la comunità monastica ora è diventata più debole, proprio come un albero sano ha alcuni rami che sono morti. Quindi aggiunge che tutte le cose impermanenti devono perire. In alcuni resoconti sulla morte di Maudgalyāyana, molti dei suoi studenti si ammalano dopo la sua morte e muoiono anche loro.

## Eredità culturale

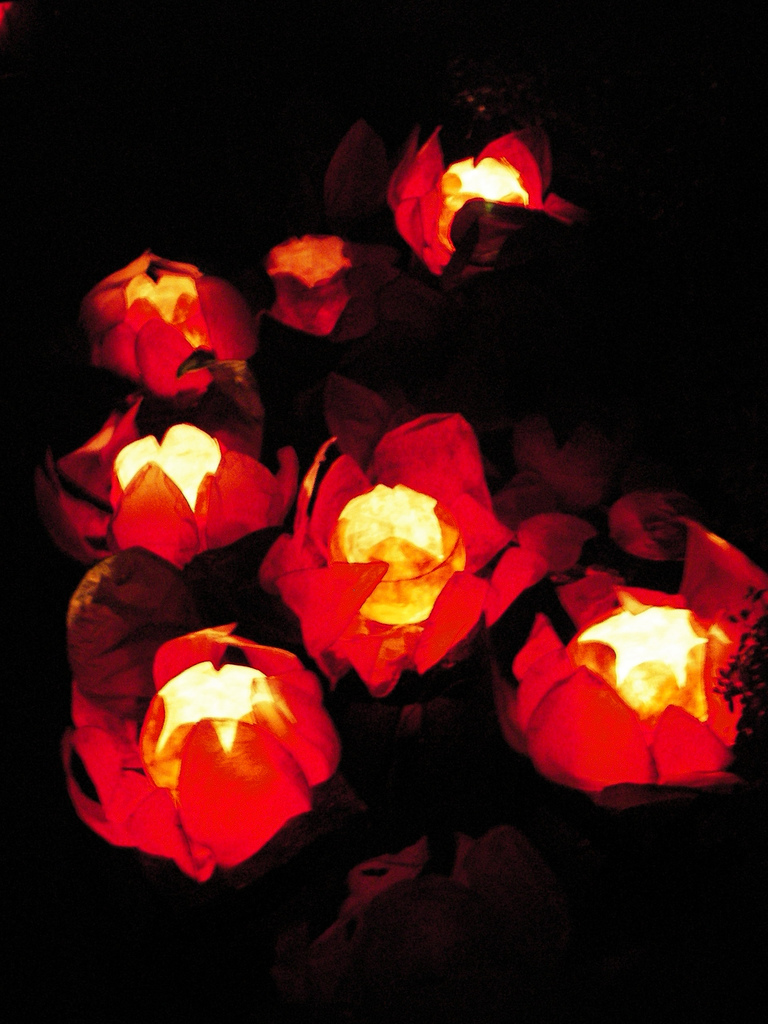
Lanterne galleggianti fatte con foglie di loto: le persone fanno meriti e litrasferiscono attraverso varie cerimonie, così gli spiriti possono rinascere in una vita migliore.

Nella storia buddista, Maudgalyāyana è stato onorato per diversi motivi. In alcuni canoni come il Pali Tipiṭaka, il Maudgalyāyana è portato dal Buddha come un esempio che i monaci dovrebbero seguire. Il nome pali Moggallāna fu usato come nome monastico dai monaci buddisti fino al XII secolo d.C.
Nell'Asia orientale, il Maudgalyāyana è onorato come simbolo di pietà filiale e di poteri psichici. Maudgalyāyana ha avuto un ruolo importante in molte tradizioni Mahāyāna. L'Ullambana Sutra è il principale sūtra Mahāyāna in cui è descritto il salvataggio di sua madre da parte di Maudgalyāyana. Il sutra è stato molto influente, a giudicare dagli oltre sessanta commentari che sono stati scritti al riguardo. Sebbene l'originale sutra sanscrito incoraggiasse già la pietà filiale, in seguito i resoconti cinesi ispirati al sutra lo enfatizzarono ancora di più. Inoltre, i racconti cinesi descrivevano le pratiche di creazione del merito e la pietà filiale come due facce inseparabili della stessa medaglia. Il sūtra divenne popolare in Cina, Giappone e Corea e portò ai festival di Yulan Hui (Cina) e Obon (Giappone). Questo festival si è probabilmente diffuso dalla Cina al Giappone nel settimo secolo,  e festival simili sono stati osservati in India (Avalamba), Laos e Vietnam. Il festival si celebra il settimo mese lunare (in Cina; originariamente solo durante la luna piena, il giorno Pravāraṇa) o dal 13 al 15 luglio (in Giappone). Si ritiene che in questo periodo gli antenati rinascano mentre vagano come pretas o fantasmi affamati. In Cina, questo era il momento in cui la var yearlya annuale per i monaci era terminata (tradotta normalmente come ritiro delle piogge, ma in Cina questo era un ritiro estivo). Era un tempo in cui i monaci completavano i loro studi e la meditazione, evento che veniva festeggiato. Ancora oggi, le persone fanno meriti e li trasferiscono attraverso diverse cerimonie durante il festival, in modo che gli spiriti possano rinascere in una migliore vita. Il festival è anche popolare tra i non buddisti, e ha portato i taoisti ad integrarlo nei propri servizi funebri.
Il festival presenta sorprendenti somiglianze con gli ideali confuciani e neoconfuciani, in quanto si occupa della pietà filiale.  È stato osservato che il racconto del salvataggio della madre all'inferno ha aiutato il buddismo a integrarsi nella società cinese. All'epoca, a causa dell'enfasi buddista sulla vita rinunciante, il buddismo fu criticato dai confucianisti. Sentivano che il buddismo andava contro il principio della pietà filiale, perché i monaci buddisti non avevano figli per fare offerte per il culto degli antenati. La storiadi Maudgalyāyana ha contribuito notevolmente a migliorare questo problema, ed è stato quindi portato come esempio da manuale delle qualità adattive del buddismo. Altri studiosi hanno proposto, tuttavia, che la posizione del buddismo in India rispetto alla Cina non era poi così diversa, poiché il buddismo ha dovuto affrontare il problema della pietà filiale e della rinuncia anche in India. Un altro impatto che ebbe la storia di Maudgalyāyana fu che, nell'Asia orientale, il racconto aiutò a spostare l'enfasi della pietà filiale verso la madre e aiutò a ridefinire la maternità e la femminilità.
Oltre alla Festa degli spiriti, Maudgalyāyana ha anche un ruolo importante nella celebrazione del Māgha Pūjā in Sri Lanka. Durante il Māgha Pūjā, nello Sri Lanka chiamato Navam Full Moon Poya, la nomina di Maudgalyāyana a capo discepolo del Buddha è celebrata da varie attività per la creazione di meriti e da uno spettacolo.
Esistono diversi testi canonici e post-canonici tradizionalmente collegati alla persona di Maudgalyāyana. Nella tradizione Theravada, il Vimānavatthu è inteso come una raccolta di resoconti raccontati dal Maudgalyayana al Buddha, che si occupano delle sue visite nei cieli. Secondo la tradizione Sarvāstivāda, Maudgalyāyana avrebbe composto i testi di Abhidharma chiamati Dharmaskandha e Prajñāptibhāsya, sebbene in alcune scritture sanscrite e tibetane la prima sia attribuita a Sāriputra. Gli studiosi hanno dei dubbi sul fatto che Maudgalyāyana sia stato davvero l'autore di queste opere. Credono, tuttavia, che Maudgalyāyana e alcuni altri discepoli principali abbiano compilato elenchi degli insegnamenti come strumenti mnemonici. Queste liste costituirono la base per quello che in seguito divenne l'Abhidharma. Nonostante queste associazioni con i testi di Abhidharma, il pellegrino Xuan Zang riferisce che durante le sue visite in India, Sāriputra è stato onorato dai monaci per i suoi insegnamenti in Abhidharma, mentre Maudgalyāyana è stato onorato per la sua meditazione, la base dei poteri psichici. Lo studioso francese André Migot ha proposto che nella maggior parte delle tradizioni testuali il Maudgalyāyana fosse associato alla meditazione e ai poteri psichici, in contrapposizione alla specializzazione di Sāriputra in saggezza e Abhidharma.
abbiano
Le tradizioni hanno anche collegato Maudgalyāyana con il simbolo della Ruota dell'esistenza. I resoconti del Mūlasarvāstivāda Vinaya e del Divyāvadāna riportano che Divyāvadāna una volta parlò al Buddha delle buone qualità di Maudgalyāyana come insegnante. Maudgalyayana era un insegnante molto popolare e i suoi sermoni riguardo alle destinazioni dell'aldilà erano molto popolari. Il Buddha disse che in futuro una persona come lui sarebbe stata difficile da trovare. Il Buddha fece quindi dipingere un'immagine sulla porta del monastero di Veluvaḷa per onorare Maudgalyāyana, raffigurante la Ruota del Divenire. Questa ruota mostrava i diversi regni del ciclo dell'esistenza, i tre veleni nella mente (avidità, odio e illusione) e l'insegnamento dell'origine dipendente. La ruota era raffigurata nelle grinfie di Māra, ma allo stesso tempo includeva il simbolo di un cerchio bianco per il Nirvana. Il Buddha decretò inoltre che un monaco fosse di stanza davanti al dipinto per spiegare ai visitatori la legge del karma. Le immagini della ruota del divenire sono diffuse nell'Asia buddista, alcune delle quali confermano e descrivono la connessione originale con Maudgalyāyana.
Infine, c'era anche un'intera tradizione che ha le sue origini in Maudgalyayana, o in un suo seguace, chiamato Dharmagupta: questa è la scuola Dharmaguptaka, una delle prime scuole buddiste.

### Reliquie
In un racconto pali Jātaka, si dice che il Buddha abbia fatto raccogliere e conservare le ceneri di Maudgalyāyana in uno stupa nella porta del Veluvaḷa. In altri due racconti, tuttavia, uno della Dharmaguptaka e l'altro della tradizione Mūlasarvāstivāda, Anāthapiṇḍika e altri laici hanno chiesto al Buddha di costruire uno stupa in onore del Maudgalyāyana. Secondo il Divyāvadāna, l'imperatore Ashoka visitò lo stupa e fece un'offerta, su consiglio di Upagupta Thera. Durante i secoli successivi, Xuan Zang e altri pellegrini cinesi riferirono che uno stupa con le reliquie di Maudgalyāyana poteva essere trovato sotto la città indiana Mathura e in molti altri luoghi nel nord-est dell'India. Tuttavia, fino al 1999, nessuno di questi era stato confermato da reperti archeologici.
Un importante reperto archeologico è stato ritrovato altrove, tuttavia. Nel diciannovesimo secolo, l'archeologo Alexander Cunningham e il tenente Fred. C. Maisey scoprì frammenti di ossa in cofanetti, su cui erano incisi i nomi di Maudgalyāyana e Śāriputra, sia nello Stupa di Sanchi che negli stupa a Satdhāra, in India. I cofanetti contenevano pezzi di osso e oggetti di riverenza, incluso il legno di sandalo che Cunningham credeva fosse stato usato una volta sulla pira funeraria di Sāriputra. La scoperta fu importante sotto diversi aspetti, e fu datata dal contesto al II secolo a.C.

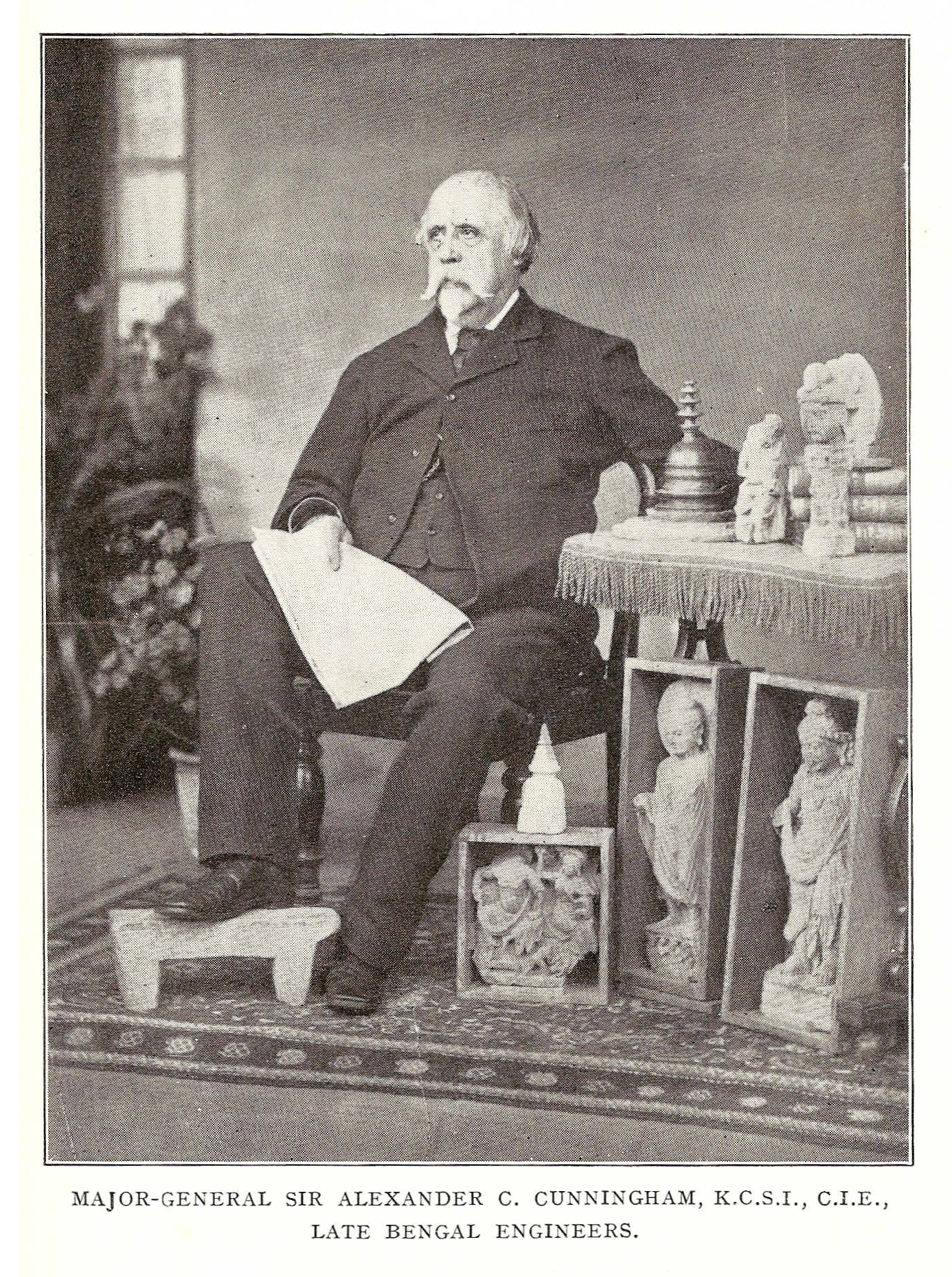
Nel XIX secolo, l'archeologo Alexander Cunningham scoprì frammenti di ossa attribuiti a Maudgalyāyana e Śāriputra.

Inizialmente, Cunningham e Maisey hanno diviso le quote degli oggetti scoperti e li hanno spediti in Gran Bretagna. Da quando alcuni oggetti scoperti di Cunningham furono persi quando una nave affondò, alcuni studiosi hanno capito che le reliquie di Sanchi erano andate perse. Tuttavia, in uno studio del 2007, lo storico Torkel Brekke ha usato ampi documenti storici per sostenere che fu Maisey a portare con sé tutte le reliquie, non Cunningam. Ciò implicherebbe che le reliquie hanno raggiunto la Gran Bretagna nella loro interezza. Dopo che le reliquie raggiunsero la Gran Bretagna, furono consegnate al Victoria and Albert Museum di Londra nel 1866. Quando le reliquie furono consegnate al V&A Museum, sorsero le pressioni dei buddisti per riportare le reliquie nel loro paese di origine . Anche se all'inizio il museo respinse le lamentele come provenienti da una comunità marginale di buddisti inglesi, quando diverse società buddiste in India ne presero atto, così come società in altri paesi asiatici, divenne una questione seria. Alla fine, il museo è stato sottoposto a pressioni dal governo britannico affinché restituisse le reliquie e i loro cofanetti originali, per motivi diplomatici. Dopo molte richieste e molta corrispondenza, il museo fece riportare le reliquie alla Sri Lanka Maha Bodhi Society nel 1947. Furono reinstallate formalmente in un santuario a Sanchi, in India, nel 1952, dopo che fu convenuto che i buddisti avrebbero continuato a essere i loro custodi e che una lunga serie di cerimonie era stata tenuta a offrire il dovuto rispetto. Le reliquie sono state esibite in molti paesi del sud e sud-est asiatico, in entrambi i paesi Theravada e Mahāyāna. Allo stesso tempo, il primo ministro indiano Nehru sfruttò l'opportunità per diffondere un messaggio di unità e tolleranza religiosa e, dal punto di vista politico, legittimo potere statale. In effetti, anche per altri paesi, come la Birmania, in cui sono state mostrate le reliquie, ha aiutato a legittimare il governo, a creare unità e a ravvivare la pratica religiosa: "quei minuscoli pezzi di ossa hanno commosso non solo milioni di devoti in tutto il mondo, ma anche i governi nazionali", come affermato dallo storico dell'arte Jack Daulton. Per questi motivi, la Birmania ha chiesto di conservare una parte delle reliquie. Nelle cerimonie a cui hanno partecipato centinaia di migliaia di persone, le reliquie sono state installate nella Pagoda di Kaba Aye, nello stesso anno dell'India.
Lo Sri Lanka ne ha anche ottenuto una parte, conservata presso la Maha Bodhi Society, che viene esposta ogni anno durante una celebrazione a maggio. Nel 2015, il mondo cattolico è stato sorpreso nell'assistere che la Maha Bodhi Society ha rotto la tradizione mostrando le reliquie a Papa Francesco in un giorno al di fuori del festival annuale. Rispondendo ai critici, il capo della società dichiarò che nessun papa aveva messo piede in un tempio buddista dal 1984 e aggiunse che "i leader religiosi devono svolgere un ruolo positivo per unire le loro comunità invece di dividere". Per quanto riguarda il sito originale di Sanchi in India, le reliquie vengono mostrate ogni anno durante l'annuale festival buddista internazionale a novembre. A partire dal 2016, la mostra è stata visitata da centinaia di migliaia di visitatori da tutto il mondo, tra cui la principessa tailandese Sirindhorn.